# Rocky (série de films)
Pour les articles homonymes, voir Rocky.
 Pour plus de détails, voir Fiche technique et Distribution
Rocky est une série cinématographique principalement écrite et également réalisée par Sylvester Stallone, qui incarne également le personnage principal Rocky Balboa dans les huit premiers opus. Elle raconte la vie d'un boxeur italo-américain issu des quartiers pauvres de Philadelphie et devenu champion du monde de boxe puis luttant sans cesse pour conserver son titre et son honneur.
En 2015, sort un film spin-off, Creed : L'Héritage de Rocky Balboa, qui met en vedette un nouveau personnage, Adonis Creed, interprété par Michael B. Jordan. Une suite, Creed 2, coécrite par Sylvester Stallone et réalisée par Steven Caple Jr., sort en 2018. Michael B. Jordan réalise ensuite lui-même Creed 3, sorti en 2023, mais, pour la première fois, sans le personnage de Rocky.
D'autres projets sont en développement, notamment une série dérivée télévisée intitulée Delphi. Un autre film spin-off, centré sur la famille Drago, est également en projet.

## Fiche technique
| Équipe                       | Films                        | Films                        | Films                           | Films                        | Films                        | Films                        | Films                                     | Films              | Films                        |
| Équipe                       | Rocky (1976)                 | Rocky 2 : La Revanche (1979) | Rocky 3 : L'Œil du tigre (1982) | Rocky 4 (1985)               | Rocky 5 (1990)               | Rocky Balboa (2006)          | Creed : L'Héritage de Rocky Balboa (2015) | Creed 2 (2018)     | Creed 3 (2023)               |
| ---------------------------- | ---------------------------- | ---------------------------- | ------------------------------- | ---------------------------- | ---------------------------- | ---------------------------- | ----------------------------------------- | ------------------ | ---------------------------- |
| Titre original               | Rocky                        | Rocky II                     | Rocky III                       | Rocky IV                     | Rocky V                      | Rocky Balboa                 | Creed                                     | Creed II           | Creed III                    |
| Réalisateurs                 | John G. Avildsen             | Sylvester Stallone           | Sylvester Stallone              | Sylvester Stallone           | John G. Avildsen             | Sylvester Stallone           | Ryan Coogler                              | Steven Caple Jr.   | Michael B. Jordan            |
| Scénaristes                  | Sylvester Stallone           | Sylvester Stallone           | Sylvester Stallone              | Sylvester Stallone           | Sylvester Stallone           | Sylvester Stallone           | Ryan Coogler                              | Sylvester Stallone | Keenan Coogler               |
| Scénaristes                  | Sylvester Stallone           | Sylvester Stallone           | Sylvester Stallone              | Sylvester Stallone           | Sylvester Stallone           | Sylvester Stallone           | Aaron Covington                           | Juel Taylor        | Zach Baylin                  |
| Musique originale            | Bill Conti                   | Bill Conti                   | Bill Conti                      | Vince DiCola                 | Bill Conti                   | Bill Conti                   | Ludwig Göransson                          | Ludwig Göransson   | Joseph Shirley               |
| Directeur de la photographie | James Crabe                  | Bill Butler                  | Bill Butler                     | Bill Butler                  | Steven Poster                | Clark Mathis                 | Maryse Alberti                            | Kramer Morgenthau  | Kramer Morgenthau (en)       |
| Producteurs                  | Irwin Winkler                | Irwin Winkler                | Irwin Winkler                   | Irwin Winkler                | Irwin Winkler                | Irwin Winkler                | Irwin Winkler                             | Irwin Winkler      | Irwin Winkler                |
| Producteurs                  | Robert Chartoff              |                              |                                 |                              |                              |                              |                                           |                    |                              |
| Producteurs                  |                              |                              |                                 |                              | Kevin King Templeton         |                              |                                           |                    |                              |
| Producteurs                  |                              |                              |                                 |                              |                              | Sylvester Stallone           |                                           |                    |                              |
| Producteurs                  |                              |                              |                                 |                              |                              | William Chartoff             |                                           | William Chartoff   | William Chartoff             |
| Producteurs                  |                              |                              |                                 |                              |                              | Charles Winkler              |                                           |                    | Charles Winkler              |
| Producteurs                  |                              |                              |                                 |                              |                              | David Winkler                |                                           |                    | David Winkler                |
| Producteurs                  |                              |                              |                                 |                              |                              |                              |                                           | Ryan Coogler       |                              |
| Producteurs                  |                              |                              |                                 |                              |                              |                              |                                           | Jonathan Glickman  |                              |
| Sortie                       | 21 novembre 1976             | 30 janvier 1979              | 28 mai 1982                     | 27 novembre 1985             | 16 novembre 1990             | 20 décembre 2006             | 25 novembre 2015                          | 21 novembre 2018   | 3 mars 2023                  |
| Sortie                       | 27 mars 1977                 | 29 février 1980              | 26 janvier 1983                 | 22 janvier 1986              | 19 décembre 1990             | 24 janvier 2007              | 13 janvier 2016                           | 9 janvier 2019     | 1er mars 2023                |
| Budget                       | 1 200 000 $                  | 7 000 000 $                  | 12 500 000 $                    | 31 000 000 $                 | 50 000 000 $                 | 24 000 000 $                 | 35 000 000 $                              | 50 000 000 $       | N.C.                         |
| Durée                        | 119 minutes                  | 112 minutes                  | 95 minutes                      | 88 minutes                   | 100 minutes                  | 97 minutes                   | 133 minutes                               | 130 minutes        | 117 minutes                  |
| Durée                        | 119 minutes                  | 142 minutes (director's cut) | 95 minutes                      | n/a (director's cut à venir) | 136 minutes (director's cut) | 139 minutes (director's cut) | 133 minutes                               | 130 minutes        | 117 minutes                  |
| Production                   | Chartoff-Winkler Productions | Chartoff-Winkler Productions | United Artists                  | United Artists               | United Artists               | Columbia Pictures            | Warner Bros.                              | Warner Bros.       | Chartoff-Winkler Productions |
| Production                   |                              |                              |                                 | MGM                          | Star Partners III Ltd.       | MGM                          | MGM                                       | MGM                | MGM                          |
| Production                   |                              |                              |                                 |                              |                              | Revolution Studios           | New Line Cinema                           | New Line Cinema    | New Line Cinema              |
| Production                   |                              |                              |                                 |                              |                              | Rogue Marble                 |                                           |                    | Proximity                    |
| Production                   |                              |                              |                                 |                              |                              |                              |                                           | Glickmania         |                              |
| Distribution                 | United Artists               | United Artists               | MGM/UA                          | MGM/UA                       | MGM/UA                       | MGM                          | Warner Bros.                              | MGM                | United Artists               |

## Distribution et personnages

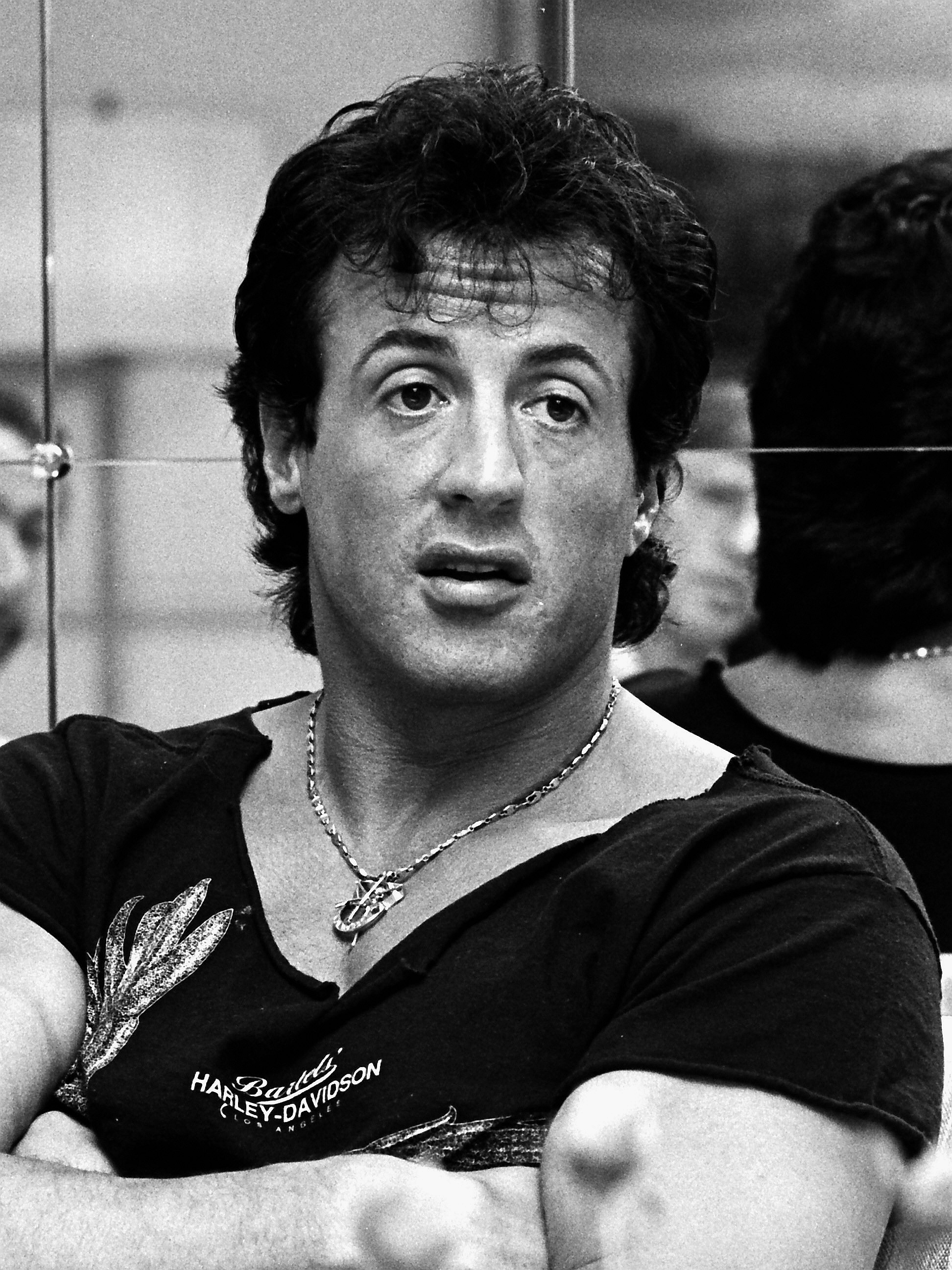
Sylvester Stallone, ici en juin 1988 en Suède.

| Personnages                  | Films              | Films                        | Films                           | Films                         | Films                              | Films                              | Films                                     | Films                                           | Films             |
| Personnages                  | Rocky (1976)       | Rocky 2 : La Revanche (1979) | Rocky 3 : L'Œil du tigre (1982) | Rocky 4 (1985)                | Rocky 5 (1990)                     | Rocky Balboa (2006)                | Creed : L'Héritage de Rocky Balboa (2015) | Creed 2 (2018)                                  | Creed 3 (2023)    |
| ---------------------------- | ------------------ | ---------------------------- | ------------------------------- | ----------------------------- | ---------------------------------- | ---------------------------------- | ----------------------------------------- | ----------------------------------------------- | ----------------- |
| Robert « Rocky » Balboa, Sr. | Sylvester Stallone | Sylvester Stallone           | Sylvester Stallone              | Sylvester Stallone            | Sylvester Stallone                 | Sylvester Stallone                 | Sylvester Stallone                        | Sylvester Stallone                              |                   |
| Adrian Pennino-Balboa        | Talia Shire        | Talia Shire                  | Talia Shire                     | Talia Shire                   | Talia Shire                        | Talia Shire (flashbacks)           | Talia Shire (en photo)                    | Talia Shire (en photo)                          |                   |
| Paulie Pennino               | Burt Young         | Burt Young                   | Burt Young                      | Burt Young                    | Burt Young                         | Burt Young                         |                                           |                                                 |                   |
| Tony « Duke » Evers          | Tony Burton        | Tony Burton                  | Tony Burton                     | Tony Burton                   | Tony Burton                        | Tony Burton                        |                                           |                                                 |                   |
| Mickey Goldmill              | Burgess Meredith   | Burgess Meredith             | Burgess Meredith                | Burgess Meredith (flashbacks) | Burgess Meredith                   | Burgess Meredith (flashback)       |                                           |                                                 |                   |
| Spider Rico                  | Pedro Lovell       |                              |                                 |                               |                                    | Pedro Lovell                       |                                           |                                                 |                   |
| Robert Balboa, Jr.           |                    | Seargeoh Stallone            | Ian Fried                       | Rocky Krakoff                 | Sage Stallone                      | Milo Ventimiglia                   | Sage Stallone (en photo)                  | Seargeoh Stallone (en photo) / Milo Ventimiglia |                   |
| Tony Gazzo                   | Joe Spinell        | Joe Spinell                  |                                 |                               |                                    |                                    |                                           |                                                 |                   |
| Apollo Creed                 | Carl Weathers      | Carl Weathers                | Carl Weathers                   | Carl Weathers                 | Carl Weathers (en photo)           | Carl Weathers (archives)           | Carl Weathers (flashbacks)                | Carl Weathers (flashbacks)                      |                   |
| Mary Anne Creed              | Lavelle Roby       | Sylvia Meals                 |                                 | Sylvia Meals                  |                                    |                                    | Phylicia Rashād                           | Phylicia Rashād                                 | Phylicia Rashād   |
| Marie                        | Jodi Letizia       |                              |                                 |                               | Jodi Letizia (coupé au montage)    | Geraldine Hughes                   |                                           |                                                 |                   |
| Clubber Lang                 |                    |                              | Mister T.                       | Mister T. (image d’archives)  | Mister T. (image d’archives)       | Mister T. (image d’archives)       |                                           |                                                 |                   |
| Ivan Drago                   |                    |                              |                                 | Dolph Lundgren                | Dolph Lundgren (images d'archives) | Dolph Lundgren (images d'archives) |                                           | Dolph Lundgren                                  |                   |
| Le speaker / lui-même        |                    |                              |                                 |                               | Michael Buffer                     | Michael Buffer                     | Michael Buffer                            | Michael Buffer                                  |                   |
| Adonis Johnson Creed         |                    |                              |                                 |                               |                                    |                                    | Michael B. Jordan                         | Michael B. Jordan                               | Michael B. Jordan |
| Danny « Stuntman » Wheeler   |                    |                              |                                 |                               |                                    |                                    | Andre Ward                                | Andre Ward                                      |                   |
| Bianca Porter                |                    |                              |                                 |                               |                                    |                                    | Tessa Thompson                            | Tessa Thompson                                  | Tessa Thompson    |
| Tony « Little Duke » Evers   |                    |                              |                                 |                               |                                    |                                    | Wood Harris                               | Wood Harris                                     | Wood Harris       |

- Les cases grises indiquent que le personnage n’apparait pas dans le film.

## Films de la série
Rocky

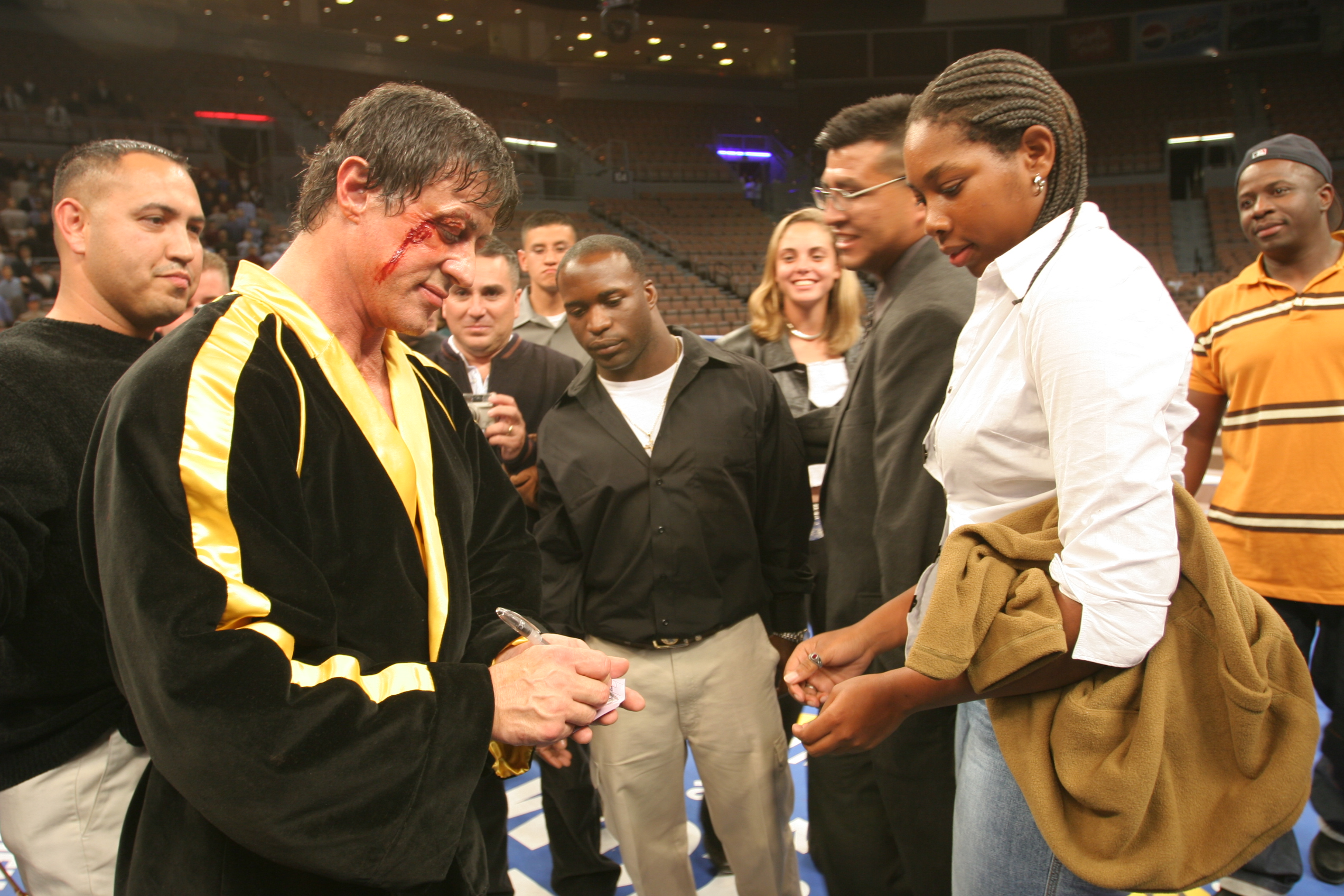
Stallone durant le tournage de Rocky Balboa, en décembre 2005.

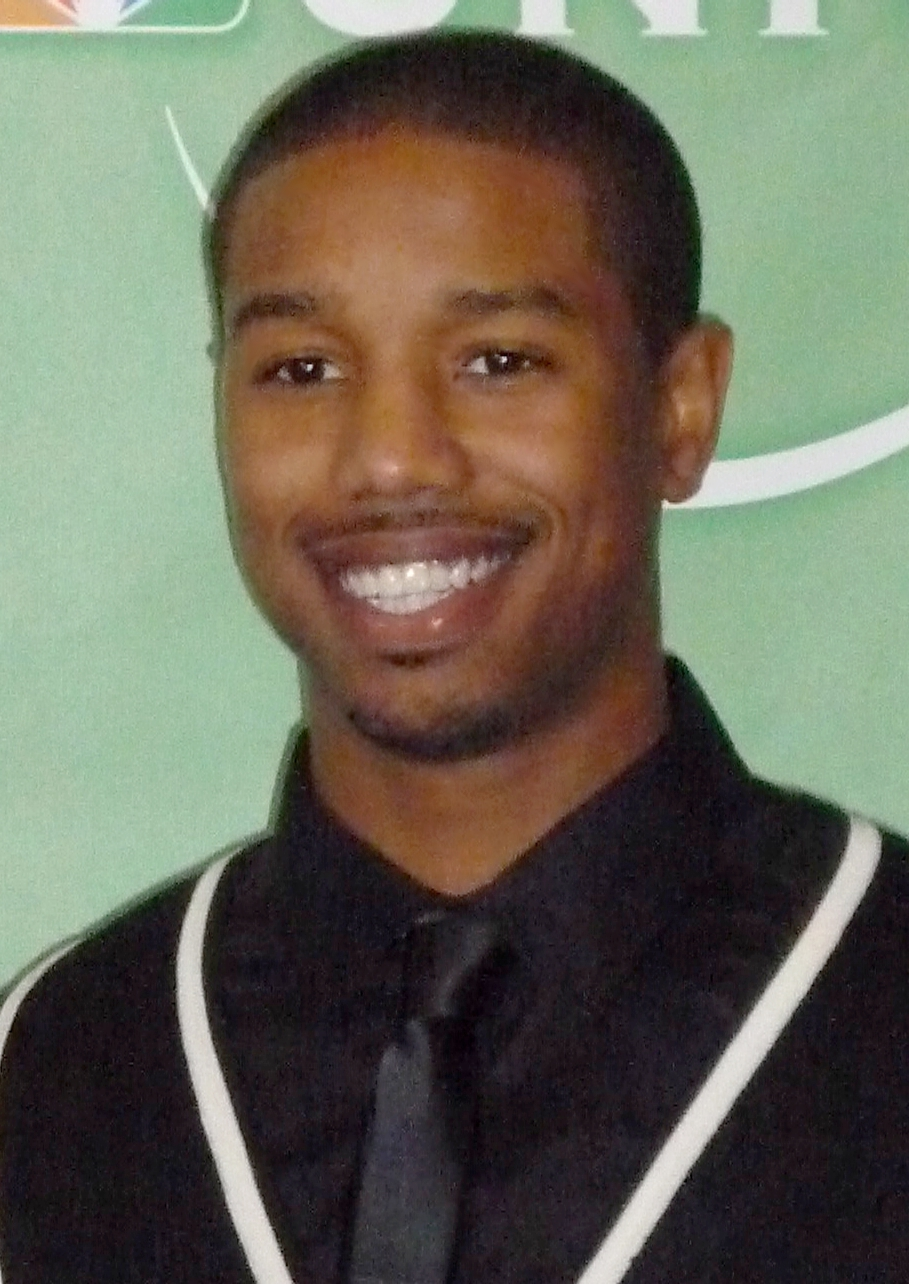
Michael B. Jordan incarne le fils d'Apollo Creed dans le spin-off Creed et dans sa suite Creed 2.

Film réalisé par John G. Avildsen sorti en salles en 1976 aux États-Unis et en 1977 en France.
- Dates de l'histoire : 25 novembre 1975 - 1er janvier 1976
- Le sujet : Rocky Balboa est un modeste boxeur italo-américain de Philadelphie d'une trentaine d'années et entraîné par un ancien boxeur, Mickey Golmill. Modeste et presque illettré, il subvient à ses besoins en travaillant pour un usurier en collectant des dettes non payées. Il tombe amoureux d'Adrian, la sœur de son ami Paulie, employée d'une boutique animalière de son quartier. Un jour, il est choisi pour combattre Apollo Creed, champion du monde de boxe...

Rocky 2 : La Revanche
Film réalisé par Sylvester Stallone sorti en salles en 1979 aux États-Unis et en 1980 en France.
- Date de l'histoire : 1er janvier 1976 - 27 novembre 1976
- Le sujet : Humilié par la critique, Creed, qui a gagné son combat mais n'a pas battu Rocky, soutenu par le public et les journalistes lors de leur première confrontation, veut une revanche. Rocky, avec l'argent qu'il a touché sur le combat, s'installe, épouse Adrian qui attend un enfant...

Rocky 3 : L'Œil du tigre
Film réalisé par Sylvester Stallone sorti en 1982 aux États-Unis et en France.
- Date de l'histoire : Avant et après 1981
- Le sujet : Rocky est devenu champion du monde de boxe après avoir battu Creed, l'ancien champion. Dès lors, Balboa s'embourgeoise quand arrive un hargneux challenger, Clubber Lang. Il perd tandis que Mickey meurt. Balboa prépare une revanche en se faisant aider par son ancien adversaire Creed devenu ami pour reconquérir son titre.

Rocky 4
Film réalisé par Sylvester Stallone sorti en 1985 aux États-Unis et en 1986 en France.
- Date de l'histoire : Avant - 25 décembre 1985
- Le sujet : Rocky est redevenu champion du monde après avoir battu Lang, mais quand son ami Apollo meurt sous les coups du Soviétique Ivan Drago au cours d'un match de boxe, il décide de venger le défunt.

Rocky 5
Film réalisé par John G. Avildsen sorti en salles en 1990 aux États-Unis et en France.
- Date de l'histoire : 25 décembre 1985 - Janvier 1990
- Le sujet : Ruiné et obligé d'arrêter à cause de lésions cérébrales subies lors du match qu'il a gagné contre Drago, Rocky et sa famille vont vivre à Philadelphie. Rocky prend sous son aile un jeune homme qui fait de la boxe...

Rocky Balboa
Film réalisé par Sylvester Stallone sorti aux États-Unis en 2006 et en France en 2007.
- Date de l'histoire : 11 janvier 2005 - Printemps 2005
- Le sujet : Rocky vit seul car Adrian est décédée d'une maladie et son fils ignore l'ancien boxeur. Mais Rocky, âgé de 60 ans décide de remonter sur le ring pour affronter Mason Dixon.

Creed : L'Héritage de Rocky Balboa
Film réalisé par Ryan Coogler sorti aux États-Unis en 2015 et en France en 2016.
- Date de l'histoire : 1998 puis 2015
- Le sujet : Adonis Johnson est le fils illégitime du célèbre boxeur Apollo Creed, décédé peu de temps avant sa naissance. Après une jeunesse tumultueuse, il est recueilli par Mary Anne Creed, la veuve d'Apollo, en 1998.
En 2015, le jeune homme a décroché un poste important dans une entreprise financière. Il pratique cependant la boxe anglaise en parallèle, dans des petits combats au Mexique. Contre l'avis de sa mère adoptive, il préfère se centrer sur la boxe. Il se rend alors à Philadelphie, où son père a jadis affronté Rocky Balboa. Cherchant un coach, il se rapproche de Rocky Balboa. Ce dernier est d'abord réticent car il s'était éloigné des rings et des salles de boxe et s'occupe depuis tranquillement de son restaurant, Adrian's.

Creed 2
Film réalisé par Steven Caple Jr. sorti aux États-Unis en 2018 et en France en 2019.
- Date de l'histoire : 2018
- Le sujet : Adonis Johnson Creed affronte Viktor, le fils d'Ivan Drago. Ce dernier n'est autre que le boxeur qui a tué son père Apollo Creed, sur le ring, en 1985.

Creed 3
Film réalisé par Michael B. Jordan sorti en 2023.
- Date de l'histoire : 2002 puis 2022
- Le sujet : Adonis Creed voit ressurgir son passé quand un vieil ami, Damian Anderson, sort de prison après 18 ans derrière les barreaux.

## Sortie et accueil

### Critique
| Film                                                                          | Rotten Tomatoes     | Metacritic            | Allociné             |
| ----------------------------------------------------------------------------- | ------------------- | --------------------- | -------------------- |
| Rocky                                                                         | 93% (56 critiques)  |                       |                      |
| Rocky 2 : La Revanche                                                         | 73% (26 critiques)  |                       |                      |
| Rocky 3 : L'Œil du tigre                                                      | 63% (32 critiques)  |                       |                      |
| Rocky 4                                                                       | 39% (44 critiques)  | 42/100 (11 critiques) |                      |
| Rocky 5                                                                       | 28% (32 critiques)  | 55/100 (16 critiques) |                      |
| Rocky Balboa                                                                  | 76% (176 critiques) | 63/100 (36 critiques) | 3,8/5 (27 critiques) |
| Creed : L'Héritage de Rocky Balboa                                            | 94% (251 critiques) | 82/100 (42 critiques) | 3,7/5 (24 critiques) |
| Creed 2                                                                       | 83% (305 critiques) | 66/100 (45 critiques) | 2,9/5 (21 critiques) |
| N.B. : une cellule grise indique que les informations ne sont pas disponibles |                     |                       |                      |

### Box-office
| Film                                | Année       | Box-office          | Box-office         | Box-office      | Budget        |
| Film                                | Année       | États-Unis / Canada | France             | Mondial         | Budget        |
| ----------------------------------- | ----------- | ------------------- | ------------------ | --------------- | ------------- |
| Rocky                               | 1976        | 117 235 147 $       | 664 966 entrées    | 225 250 402 $   | 1 000 000 $   |
| Rocky 2 : La Revanche               | 1979        | 85 182 160 $        | 512 774 entrées    | 200 187 855 $   | 7 000 000 $   |
| Rocky 3 : L'Œil du tigre            | 1982        | 125 049 125 $       | 3 053 584 entrées  | 270 150 458 $   | 17 000 000 $  |
| Rocky 4                             | 1985        | 127 873 716 $       | 4 986 705 entrées  | 300 553 106 $   | 28 000 000 $  |
| Rocky 5                             | 1990        | 40 946 358 $        | 1 352 214 entrées  | 119 946 358 $   | 42 000 000 $  |
| Rocky Balboa                        | 2006        | 70 270 943 $        | 1 156 933 entrées  | 155 929 020 $   | 24 000 000 $  |
| Saga Rocky Balboa (sous-total)      | 1976 - 2006 | 566 557 449 $       | 11 727 176 entrées | 1 272 017 199 $ | 119 000 000 $ |
| Creed : L'Héritage de Rocky Balboa  | 2015        | 109 778 883 $       | 1 633 655 entrées  | 174 178 883 $   | 35 000 000 $  |
| Creed 2                             | 2018        | 115 715 889 $       | 1 733 124 entrées  | 214 215 889 $   | 50 000 000 $  |
| Creed 3 : La Relève de Rocky Balboa | 2023        | 156 248 615 $       | 2 301 074 entrées  | 276 148 615 $   | 75 000 000 $  |
| Trilogie Creed (sous-total)         | 2015 - 2023 | 381 743 387 $       | 5 667 853 entrées  | 664 543 387 $   | 160 000 000 $ |
| Totaux de la saga complète          |             |                     |                    |                 |               |
| Totaux                              | Totaux      | 948 300 836 $       | 17 395 029 entrées | 1 936 560 586 $ | 279 000 000 $ |